# Bokförlaget Forum
Bokförlaget Forum är ett svenskt bokförlag inom Bonnierkoncernen, grundat 1943. Förlaget är en del av Bonnierförlagen och ger årligen ut cirka 110 titlar inom svensk och översatt skönlitteratur, sakprosa och illustrerade faktaböcker. I förlaget ingår även imprinten Bonnier Fakta, med bilddriven livsstilsutgivning, samt Lovereads, som är inriktat på modern romance.
Forum räknas i dag som ett av Sveriges största förlag. Utgivningen omfattar både svenska och internationella författarskap.

## Historik[5]

### Grundande och första utgivning[6]
I början av 1940-talet stod Bonniers förlag inför en utmaning: utgivningen var så omfattande att den inte längre rymdes inom ett enda förlag. Lösningen blev att grunda ett nytt förlag inom koncernen. Uppdraget gick till Adam Helms, en danskfödd bokälskare som gjort sig ett namn i den svenska förlagsvärlden efter att ha startat bokklubben Svalan. År 1943 tackade han ja till att bygga upp det nya förlaget, som fick namnet Bokförlaget Forum.
Den första titeln blev Klockan klämtar för dig av Ernest Hemingway, utgiven i januari 1944. Boken blev även först ut i klassikerserien Forumbiblioteket, som under flera decennier kom att spela en central roll i förlagets profil.

### 1940–1960-talet: Internationell prägel och facklitteratur[7]
Under sina första decennier publicerade Forum, förutom översatt skönlitteratur, en blandad utgivning av handböcker, reseskildringar och populärvetenskap. 1948 gav förlaget ut Kon-Tiki av Thor Heyerdahl, vilket blev en stor framgång och ledde till skapandet av bolaget International Book Production för internationella samtryck och rättighetsförsäljning.
År 1966 introducerades Guinness rekordbok på svenska. Förlaget utgav även den populära årsboken När Var Hur. Forum publicerade tidigt kändisbiografier och populära kokböcker. Boken om Snoddas blev ingen försäljningsframgång, men Tore Wretmans kokböcker på 1950-talet etablerade matlitteratur som en viktig genre i Forums utgivning.
Adam Helms ledde förlaget fram till sin pensionering 1970. Han blev känd för sin nyskapande stil och marknadsföring, bland annat genom en uppmärksammad helikopterentré på en bokhandlarkonferens på 1950-talet.
Efter sin pension grundade han, tillsammans med Solveig Nellinge, förlaget Trevi, med fokus på kvinnliga författare. Trevi köptes på 1990-talet upp av Bonniers och införlivades i Forum.

### 1970–1990-talet: Spänningslitteratur och kommersiell litteratur
Efter Helms övertogs ledarskapet av Kjell Peterson. 1972 publicerades Anmäld försvunnen, första boken i Olov Svedelids deckarserie om Roland Hassel. Även om översatt litteratur skulle förbli tongivande i Forums utgivning ända fram till början av 2000-talet, innebar Svedelids författarskap ett tidigt avstamp för en genre som idag är en av förlagets viktigaste: svensk spänningslitteratur.
På 1980-talet ledde Bertil Käll förlaget, som då hade en uttalad strategi att kombinera litterär kvalitet med kommersiell utgivning. En uppmärksammad titel var Hollywoodfruar av Jackie Collins, som både blev en bästsäljare och föremål för debatt i media och biblioteksvärlden. Under parollen ”det bästa inom varje genre” samsades Collins och andra bästsäljande underhållningsförfattare med Nobelpristagare.

### 1990-talet och framåt: Svenska författarskap i fokus
Under Karin Leijons ledning från mitten av 1990-talet satsade Forum på att bygga upp svenska skönlitterära författarskap. Inom några år hade förlaget haft försäljningsframgångar med författare som Elisabet Nemert, Kajsa Ingemarsson och Camilla Läckberg.
Denna satsning på inhemska berättarröster lade grunden för Forums fortsatta utveckling som ett av Sveriges största förlag, med en utgivning som i dag förenar bredd och kommersiell framgång med litterär kvalitet och långsiktiga samarbeten med författare.

## Författare som getts ut av Bokförlaget Forum (urval)
Bokförlaget Forum har genom åren gett ut ett stort antal svenska och internationella författare. Nedan listas ett urval från Forum och dess imprint Bonnier Fakta och  Lovereads.

### Forum
- Stefan Ahnhem
- Simona Ahrnstedt
- Fredrik Backman
- Julian Barnes
- Fatima Bremmer
- Jackie Collins
- Eva F. Dahlgren
- Thomas Erikson
- Stefan Einhorn
- Henrik Fexeus
- Karin Fossum
- Anna Fredriksson
- Elly Griffiths
- Amanda Hellberg
- Åsa Hellberg
- Clara Henry
- Johanne Hildebrandt
- Carin Hjulström
- Catharina Ingelman-Sundberg
- Elfriede Jelinek
- Mons Kallentoft
- Doris Lessing
- Therése Lindgren
- Camilla Läckberg
- Claudio Magris
- Toni Morrison
- Anders de la Motte
- Niklas Natt och Dag
- Elisabet Nemert
- Michelle Obama
- Kristina Ohlsson
- Peter Robinson
- Lisa Ridzén
- Denise Rudberg
- Ninni Schulman
- Mia Skäringer
- Olov Svedelid
- Elizabeth Strout
- Mia Törnblom
- Jesmyn Ward

### Bonnier Fakta
- Anna Bergenström
- Anders Hansen
- Lena Israelsson
- Fredrik Lindström
- Björn Natthiko Lindeblad
- Per Morberg
- Zeina Mourtada
- Lennart Nilsson
- Jamie Oliver
- Paul Svensson

### Lovereads
- Amanda Hellberg
- Colleen Hoover
- Christoffer Holst
- Heléne Holmström
- Sarah MacLean
- Julia Quinn
- Jodi Thomas
- Rebecca Yarros